# Michaletzky György
Michaletzky György (Budapest, 1950. június 30.) magyar matematikus. Az Eötvös Loránd Tudományegyetem Természettudományi Kar oktatója és 2005 és 2012 között a dékánja. A Magyar Tudományos Akadémia köztestületi tagja.

## Tanulmányai és oktatói karrier
1975-ben szerzett alapszakos diplomát matematikából az ELTE TTK-n. A szakdolgozatának a címe: Control on Lie-groups. 1980-ban szerzett mesterszakos diplomát matematikából szintén az ELTE TTK-n. Szakdolgozatának a címe: Sufficient and pairwise sufficient sigma-fields.
1984-ben szerzett doktori címet. Doktori értekezésének a címe: Sufficient sigma-fields, the structure of statistical spaces.
2000-ben szerezte meg a doktori címét a Magyar Tudományos Akadémiánál. Doktori értekezésének a címe: Realization theory of stationary processes and their applications.
2005 és 2012 között volt az ELTE Természettudományi Kar dékánja.
2008 márciusában a magyar-szingapúri orvosbiológiai szemináriumot tartottak Budapesten, majd májusban évi két millió eurós (526 millió forint) keretet nyitottak vegyes kutatócsoportok együttes pályázatai számára. Erről tárgyalt Szingapúr egyetemein az Eötvös Loránd Tudományegyetem magas rangú küldöttsége, amelyet Hudecz Ferenc rektor vezetett. A delegáció tagja volt Michaletzky György, Dezső Tamás a bölcsészettudományi és Oláh Attila a pedagógiai és pszichológiai kar dékánja.
2008. június 17-én a Biológiai Szakgyűjtemény előtti hallgatói közösségi térben került sor Balogh János akadémikus nemzetközi hírű zoológus, ökológus, mellszobrának avatására. A méltatást  Michaletzky György mondta el. A Buda István által készített szobor avatásában a Hallgatói Önkormányzat működött közre.
2008. október 27-én Michaletzky György és Gordos Géza az ELTE TTK és az MTESZ kapcsolatait szorosabbá tevő - az oktatást, kutatást, pályázati tevékenységet kölcsönösen segítő - együttműködési megállapodást írtak alá.
2010-ben ő nyitotta meg az ELTE Planetológiai Műhely és a Magyar Asztronautikai Társaság (MANT) által szervezett Bolygótudományi Napot.
2020-tól az ELTE Professor emeritusa.

## Publikációi
A Google Tudós alapján az alábbi cikkei a legidézettebbek:
- Lindquist, A., Michaletzky, G., & Picci, G. (1995). Zeros of spectral factors, the geometry of splitting subspaces, and the algebraic Riccati inequality. SIAM Journal on Control and Optimization, 33(2), 365-401.[10]
- Michaletzky, G., & Gerencsér, L. (2002). BIBO stability of linear switching systems. IEEE transactions on automatic control, 47(11), 1895-1898.[11]

## Díjak
- Eötvös Loránd Tudományegyetem Emlékérme (2012)
- A Magyar Érdemrend tisztikeresztje (2013)

## Magánélet
Michaletczky György a Budapesti EACban sportolt.